# Halowe Mistrzostwa Świata w Łucznictwie 2012
11. Halowe Mistrzostwa Świata w Łucznictwie odbyły się w dniach 5 - 9 lutego 2012 w Las Vegas (USA). W zawodach uczestniczyło 269 zawodników i zawodniczek z 36 krajów.
Polacy w mistrzostwach nie startowali.

## Klasyfikacja medalowa
| Miejsce | Kraj              | Złoto | Srebro | Brąz | Razem |
| 1       | Stany Zjednoczone | 7     | 5      | 4    | 16    |
| 2       | Rosja             | 4     | 3      | 1    | 8     |
| 3       | Włochy            | 2     | 1      | 1    | 4     |
| 4       | Ukraina           | 1     | 2      | 3    | 6     |
| 5       | Holandia          | 1     | 1      | 0    | 2     |
| 6       | Norwegia          | 1     | 0      | 0    | 1     |
| 7       | Meksyk            | 0     | 1      | 2    | 3     |
| 8       | Południowa Afryka | 0     | 1      | 1    | 2     |
| 9       | Francja           | 0     | 1      | 0    | 1     |
| 9       | Japonia           | 0     | 1      | 0    | 1     |
| 11      | Wielka Brytania   | 0     | 0      | 2    | 2     |
| 12      | Chorwacja         | 0     | 0      | 1    | 1     |
| 12      | Singapur          | 0     | 0      | 1    | 1     |

## Medaliści

### Seniorzy

#### Strzelanie z łuku klasycznego
| Konkurencja:           | Złoto:                                                               | Srebro:                                                          | Brąz:                                                         |
| indywidualnie kobiet   | Natalia Valeeva                                                      | Miranda Leek                                                     | Ksienija Pierowa                                              |
| indywidualnie mężczyzn | Marco Galiazzo                                                       | Jake Kaminski                                                    | Brady Ellison                                                 |
| drużynowo kobiet       | Stany Zjednoczone · Jennifer Nichols · Miranda Leek · Brandi Deloach | Japonia · Miki Kanie · Mai Okubo · Mitsue Nagaoka                | Włochy · Natalia Valeeva · Elena Tonetta · Guendalina Sartori |
| drużynowo mężczyzn     | Stany Zjednoczone · Vic Wunderle · Brady Ellison · Jake Kaminski     | Rosja · Baljinima Czyrempiłow · Aleksiej Borodin · Bair Badionow | Ukraina · Wiktor Ruban · Jarosław Mokrenski · Jurij Hawełko   |

#### Strzelanie z łuku bloczkowego
| Konkurencja:           | Złoto:                                                                | Srebro:                                                                | Brąz:                                                          |
| indywidualnie kobiet   | Wiktoria Bałżanowa                                                    | Inge Van Caspel                                                        | Linda Ochoa                                                    |
| indywidualnie mężczyzn | Reo Wilde                                                             | Jimmy Butts                                                            | Julio Ricardo Fierro                                           |
| drużynowo kobiet       | Stany Zjednoczone · Christie Colin · Tristan Skarvan · Erika Anschutz | Rosja · Wiktoria Bałżanowa · Natalia Awdiejewa · Albina Łoginowa       | Wielka Brytania · Andrea Gales · Noami Jones · Nichola Simpson |
| drużynowo mężczyzn     | Stany Zjednoczone · Jimmy Butts · Reo Wilde · Braden Gellenthien      | Francja · Guillaume Rubben · Pierre Julien Deloche · Sebastien Peineau | Wielka Brytania · Chris White · Duncan Busby · Liam Grimwood   |

### Juniorzy

#### Strzelanie z łuku klasycznego
| Konkurencja:           | Złoto:                                                              | Srebro:                                                                 | Brąz:                                                                     |
| indywidualnie kobiet   | Kristina Timofiejewa                                                | Anastazja Pawłowa                                                       | Polina Rodionowa                                                          |
| indywidualnie mężczyzn | Sjef Van den Berg                                                   | Luca Maran                                                              | Witalij Komoniuk                                                          |
| drużynowo kobiet       | Ukraina · Weronika Marczenko · Anastazja Pawłowa · Polina Rodionowa | Rosja · Tujana Daszidorzchijewa · Kristina Timofiejewa · Ojuna Bołotowa | Stany Zjednoczone · Ariel Gibilaro · Lanola Pritchard · Sarah Bernstein   |
| drużynowo mężczyzn     | Rosja · Bair Czybekdorchiew · Artysz Chuldum · Beligto Czyngujew    | Ukraina · Witalij Komoniuk · Heorhij Iwanicki · Walentin Kuczyj         | Stany Zjednoczone · Jeremiah Cusick · Sean McLaughlin · Daniel McLaughlin |

#### Strzelanie z łuku bloczkowego
| Konkurencja:           | Złoto:                                                                     | Srebro:                                                          | Brąz:                                                                |
| indywidualnie kobiet   | Runa Grydeland                                                             | Lexi Keller                                                      | Contessa Loh                                                         |
| indywidualnie mężczyzn | Bridger Deaton                                                             | Rheinhard Louw                                                   | Garrett Abernethy                                                    |
| drużynowo kobiet       | Rosja · Maria Winogradowa · Jekatierina Korobiejnikowa · Radmiła Protasowa | Stany Zjednoczone · Lexi Keller · Carli Cochran · Sarah Lance    | Chorwacja · Dora Ostrek · Maja Orlic · Tamara Brlek                  |
| drużynowo mężczyzn     | Stany Zjednoczone · Bridger Deaton · Ben Cleland · Garrett Abernethy       | Meksyk · David Montiel · Mario Cardoso · Rodrigo Cardenas Osorno | Południowa Afryka · James Scoones · Rheinhard Louw · Patrick O’Neill |